# 色順応
色順応（いろじゅんのう, 英: Chromatic adaptation）とは、人間の視覚システムが照明の変化に適応して物体の色の見た目を保つ能力である。物体から反射され、人間の目によって観察される光の大きな変化にもかかわらず、物体の色が安定して見えるのは、色順応のおかげである。色順応変換（CAT）関数は色の見えモデルにおいて、色知覚のこの重要な側面を模倣する。
物体はさまざまな状況で見られることがある。たとえば、日光、炎の光、または強い電灯の光で照らされている場合がある。これらすべての状況で、人間の視覚は物体が同じ色であると認識する。赤いリンゴは、昼間でも夜間でも常に赤く見える（赤いリンゴが照らされている場合、人間の目の桿体は赤く見えない）。一方、光を調整しないカメラは、リンゴがさまざまな色であると認識する場合があります。視覚システムのこの特徴は、色順応または色の恒常性と呼ばれ、カメラで補正が行われる場合はホワイトバランスと呼ばれる。
人間の視覚系は、一般的に、異なる照明の下でも一定の色を知覚するが、異なる照度レベルでは、2つの異なる刺激の相対的な明るさが逆に見える場合がある。たとえば、薄暗い光の中では、赤い花は緑の葉に比べて暗く見えるが、日中はその逆になる。これはプルキンエ効果として知られており、人間の目のピーク感度が、光レベルが低いときにスペクトルの短波長の側にシフトするために発生する。

## フォン・クリース変換
フォン・クリースの色順応モデルは、カメラ画像処理で時々使用される技術である。この方法は、人間の錐体細胞の分光感度応答のそれぞれにゲインを適用して、基準白色の順応した外観を一定に保つというものである。ヨハネス・フォン・クリースの3種類の錐体細胞に対する適応ゲインの考え方の適用は、ハーバート・ユージーン・アイヴスによって色の恒常性の問題に初めて明示的に適用された。そこで、この方法はアイブス変換、またはフォン・クリース・アイブス順応と呼ばれることもある。
フォン・クリースの係数則は、色の恒常性は3つの錐体応答のゲインを個別に適応させることによって達成され、ゲインは感覚的コンテキスト、つまり色の履歴と周囲環境に依存するという仮定に基づいている。したがって、2つの放射スペクトルからの錐体応答{\displaystyle c'} は、対角適応行列D1とD2を適切に選択することで一致させることができる。
{\displaystyle c'=D_{1}\,S^{T}\,f_{1}=D_{2}\,S^{T}\,f_{2}}
ここで、{\displaystyle S}は錐体感度行列、{\displaystyle f}は条件付け刺激のスペクトルである。これは、LMS色空間（長波長、中波長、短波長の錐体応答空間の応答）における色順応のフォン・クリース変換につながる。
{\displaystyle D=D_{1}^{-1}D_{2}={\begin{bmatrix}L_{2}/L_{1}&0&0\\0&M_{2}/M_{1}&0\\0&0&S_{2}/S_{1}\end{bmatrix}}}
この対角行列Dは、ある順応状態の錐体反応または色を、別の順応状態の対応する色にマッピングする。順応状態が光源によって決まると想定される場合、この行列は光源順応変換として役立つ。対角行列Dの要素は、光源の白色点に対する錐体反応 (長、中、短) の比率です。
XYZまたはRGB色空間で表現される色に対するより完全なフォン・クリース変換には、LMS空間への行列変換およびLMS空間からの行列変換が含まれ、その中間に対角変換Dがある。

## CIE色の見えモデル
国際照明委員会 (CIE) は、一連の色の見えモデルを公開しており、そのほとんどには色順応機能が含まれる。Lab色空間は、XYZ色空間で「単純な」フォン・クリース型変換を実行するが、CIE Luv色空間はジャッド型 (平行移動) 白色点順応を使用する。より包括的な色の見えモデルの2つの改訂版であるCIECAM97とCIECAM02には、それぞれCAT機能であるCMCCAT97とCAT02 が含まれている。CAT02の前身は、CMCCAT97の簡易版であるCMCCAT2000である。